# Theta del Cavallet de Pintor
Theta del Cavallet del Pintor (θ Pictoris) és una sistema estel·lar de la constel·lació del Cavallet de Pintor. Està compost de tres estrelles.